# Gernot Trauner
Gernot Trauner (Linz, 25 de marzo de 1992) es un futbolista austríaco que juega en la demarcación de defensa para el Feyenoord de la Eredivisie.

## Selección nacional
Tras jugar con la selección de fútbol sub-18 de Austria, la sub-19 y la sub-21, finalmente debutó con la selección absoluta el 16 de octubre de 2018. Lo hizo en un partido amistoso contra Dinamarca que finalizó con un resultado de 2-0 a favor del combinado danés tras los goles de Lukas Lerager y de Martin Braithwaite.

### Participaciones en Eurocopas
| Copa          | Sede     | Resultado        | Partidos | Goles |
| ------------- | -------- | ---------------- | -------- | ----- |
| Eurocopa 2024 | Alemania | Octavos de final | 2        | 1     |

## Clubes
| Club         | País         | Año       | Partidos | Goles |
| ------------ | ------------ | --------- | -------- | ----- |
| LASK Linz II | Austria      | 2010-2011 | 8        | 2     |
| LASK Linz    | Austria      | 2011-2012 | 15       | 0     |
| SV Ried      | Austria      | 2012-2017 | 112      | 5     |
| LASK Linz    | Austria      | 2017-2021 | 158      | 17    |
| Feyenoord    | Países Bajos | 2021-     | 132      | 2     |

## Palmarés

### Títulos nacionales
| Título                        | Club      | País         | Año     |
| ----------------------------- | --------- | ------------ | ------- |
| Eredivisie                    | Feyenoord | Países Bajos | 2022-23 |
| Copa de los Países Bajos      | Feyenoord | Países Bajos | 2023-24 |
| Supercopa de los Países Bajos | Feyenoord | Países Bajos | 2024    |